# Whistleblower Protection Act
A Whistleblower Protection Act de 1989 (5 USC 2302 (b) (8) - (9), Pub. L. 101-12 as amended), a "Lei de Proteção de Denunciantes", é uma lei federal dos Estados Unidos que protege os denunciantes federais que trabalham para o governo e denunciam a possível existência de atividades que constituam violações de leis, regras ou regulamentos, ou má gestão, desperdício de fundos, abuso de autoridade ou perigo substancial e específico para a saúde e segurança públicas. Considera-se que uma agência federal americana viola a Lei de Proteção de Denunciantes se as autoridades da agência tomarem (ou ameaçarem tomar) uma ação retaliatória contra qualquer funcionário, ou candidato a funcionário, pela divulgação de informações por esse funcionário ou candidato.

## Aperfeiçoamento legislativo
O presidente Barack Obama emitiu a Diretiva de Política Presidencial 19 (PPD-19), intitulada Protecting Whistleblowers with Access to Classified Information ("proteger os denunciantes com acesso a informações classificadas"). De acordo com esta diretiva, de 10 de outubro de 2012, "esta Diretiva de Política Presidencial permite aos funcionários dos (1) Serviços de Informações ou (2) que sejam elegíveis para acesso a informações classificadas denunciar efetivamente atos de desperdício, fraude e abuso ao mesmo tempo que protegem informações classificadas de segurança nacional. A Diretiva proíbe a retaliação contra funcionários por denunciar desperdício, fraude e abuso.
 